# Lijst van nummer 1-albums in de Vlaamse Ultratop 50 Albums in 2005
Onderstaande albums stonden in 2005 op nummer 1 in de Vlaamse Ultratop 50 Albums. De lijst wordt samengesteld door Ultratop 50.
| Nummer | Datum        | Artiest               | Titel                                |
| ------ | ------------ | --------------------- | ------------------------------------ |
| 131    | 1 januari    | Clouseau              | Vanbinnen                            |
|        | 8 januari    | Clouseau              | Vanbinnen                            |
|        | 15 januari   | Clouseau              | Vanbinnen                            |
|        | 22 januari   | Clouseau              | Vanbinnen                            |
|        | 29 januari   | Clouseau              | Vanbinnen                            |
|        | 5 februari   | Clouseau              | Vanbinnen                            |
| 134    | 12 februari  | The Chemical Brothers | Push the button                      |
| 133    | 19 februari  | U2                    | How to dismantle an atomic bomb      |
|        | 26 februari  | U2                    | How to dismantle an atomic bomb      |
|        | 5 maart      | U2                    | How to dismantle an atomic bomb      |
| 135    | 12 maart     | Anouk                 | Hotel New York                       |
| 136    | 19 maart     | Moby                  | Hotel                                |
|        | 26 maart     | Moby                  | Hotel                                |
|        | 2 april      | Moby                  | Hotel                                |
| 137    | 9 april      | Admiral Freebee       | Songs                                |
|        | 16 april     | Admiral Freebee       | Songs                                |
|        | 23 april     | Admiral Freebee       | Songs                                |
| 138    | 30 april     | Stash                 | Rock 'n Roll show                    |
| 139    | 7 mei        | Bruce Springsteen     | Devils & dust                        |
|        | 14 mei       | Bruce Springsteen     | Devils & dust                        |
|        | 21 mei       | Bruce Springsteen     | Devils & dust                        |
| 140    | 28 mei       | Faithless             | Forever Faithless: The greatest hits |
|        | 4 juni       | Faithless             | Forever Faithless: The greatest hits |
| 141    | 11 juni      | Coldplay              | X&Y                                  |
|        | 18 juni      | Coldplay              | X&Y                                  |
|        | 25 juni      | Coldplay              | X&Y                                  |
|        | 2 juli       | Coldplay              | X&Y                                  |
| 142    | 9 juli       | Star Academy          | Het album - De beste songs           |
|        | 16 juli      | Star Academy          | Het album - De beste songs           |
|        | 23 juli      | Star Academy          | Het album - De beste songs           |
| 143    | 30 juli      | Laura Lynn            | Dromen                               |
|        | 6 augustus   | Laura Lynn            | Dromen                               |
|        | 13 augustus  | Laura Lynn            | Dromen                               |
|        | 20 augustus  | Laura Lynn            | Dromen                               |
|        | 27 augustus  | Laura Lynn            | Dromen                               |
|        | 3 september  | Laura Lynn            | Dromen                               |
|        | 10 september | Laura Lynn            | Dromen                               |
| 144    | 17 september | dEUS                  | Pocket revolution                    |
|        | 24 september | dEUS                  | Pocket revolution                    |
|        | 1 oktober    | dEUS                  | Pocket revolution                    |
|        | 8 oktober    | dEUS                  | Pocket revolution                    |
| 145    | 15 oktober   | K3                    | Kuma hé                              |
|        | 22 oktober   | K3                    | Kuma hé                              |
|        | 29 oktober   | K3                    | Kuma hé                              |
| 146    | 5 november   | Frans Bauer           | 10 Jaar hits                         |
| 147    | 12 november  | Robbie Williams       | Intensive care                       |
| 146    | 19 november  | Frans Bauer           | 10 Jaar hits                         |
| 148    | 26 november  | Madonna               | Confessions on a dance floor         |
|        | 3 december   | Madonna               | Confessions on a dance floor         |
|        | 10 december  | Madonna               | Confessions on a dance floor         |
| 143    | 17 december  | Laura Lynn            | Dromen                               |
|        | 24 december  | Laura Lynn            | Dromen                               |
| 149    | 31 december  | Enya                  | Amarantine                           |

1995 ·
1996 ·
1997 ·
1998 ·
1999 ·
2000 ·
2001 ·
2002 ·
2003 ·
2004 ·
2005 ·
2006 ·
2007 ·
2008 ·
2009 ·
2010 ·
2011 ·
2012 ·
2013 ·
2014 ·
2015 ·
2016 ·
2017 ·
2018 ·
2019 ·
2020 ·
2021 ·
2022 ·
2023 ·
2024 ·
2025
- Nederland
- Vlaanderen